# Georg Österreich
Georg Österreich (baptisé le 17 mars 1664 à Magdebourg ; mort le 6 juin 1735 à Wolfenbüttel) est un compositeur baroque du Saint-Empire du nord.

## Biographie
Fils d'un brasseur, il reçoit ses premières leçons de musique de son parrain, le Kantor de Magdebourg Johann Scheffler puis de Johann Theile. Il est admis à la Thomasschule à Leipzig ou le Thomaskantor Johann Schelle perçoit le talent de l'enfant qui se rend vite indispensable comme altiste de la Thomaskirche. En raison d'une épidémie de peste, Österreich quitte Leipzig en 1680, pour s'installer à Hambourg où il poursuit ses études musicales. Dans le même temps il devient altiste à la "Gänsemarktoper". En automne 1683 il s'inscrit à l'université de Leipzig et un an plus tard on le trouve de nouveau, cette fois-ci comme tenoriste (ténor), à l'opéra de Hambourg. En 1689 il est engagé comme maître de chapelle du duc de Schleswig-Gottorf à Schleswig dont l'orchestre, sous la baguette d'Österreich, devient l'un des meilleurs ensembles de l'Allemagne du nord.

## Œuvres
De toute son œuvre, seuls environ soixante-dix cantates, respectivement des concerts spirituels ont été conservés.
Le monde musical doit à Österreich, qui était un collectionneur passionné, un grand nombre d'œuvres des années 1670 et 1730, la base de la collection appelée Sammlung Bokemeyer actuellement conservée à la Staatsbibliothek de Berlin. Il s'agit d'une collection d'une importance capitale parce qu'elle est souvent la seule source pour de nombreuses œuvres de compositeurs célèbres tels que, entre autres, Dietrich Buxtehude, Nicolaus Bruhns, Johann Rosenmüller, Matthias Weckmann, Vincent Lübeck ou Johann Philipp Krieger.